# Lee Byung-chul
Lee Byung-chul (Uiryeong, 12 febbraio 1910 – Seul, 19 novembre 1987) è stato un imprenditore sudcoreano, fondatore di Samsung Group e miliardario.
Secondo Forbes, la sua famiglia era nel 2017 tra le più ricche dell'Asia con un patrimonio di 40,8 miliardi di dollari.

## Biografia
Nato nel febbraio 1910 nella contea di Uiryeong, provincia del Gyeongsang Meridionale, Impero coreano, aveva quattro fratelli ed era il figlio più giovane di Lee Chan-woo e Kwon Jae-lim.  Nacque in una famiglia di ricchi  yangban proprietari terrieri  (un ramo del clan Gyeongju Lee), frequentò il liceo alla Joongdong High School di Seul  e poi l'università alla Waseda University di Tokyo, ma non completò mai gli studi. Usò l'eredità per aprire una pileria di riso. Non avendo avuto molto successo, fondò un'attività di autotrasporti a Taegu, che il 1º marzo del 1938 chiamò Samsung Trading Co, precursore della Samsung. Samsung significa "Tre Stelle", ("grandezza, forza ed eternità"), il che spiega i loghi aziendali iniziali.

## Carriera

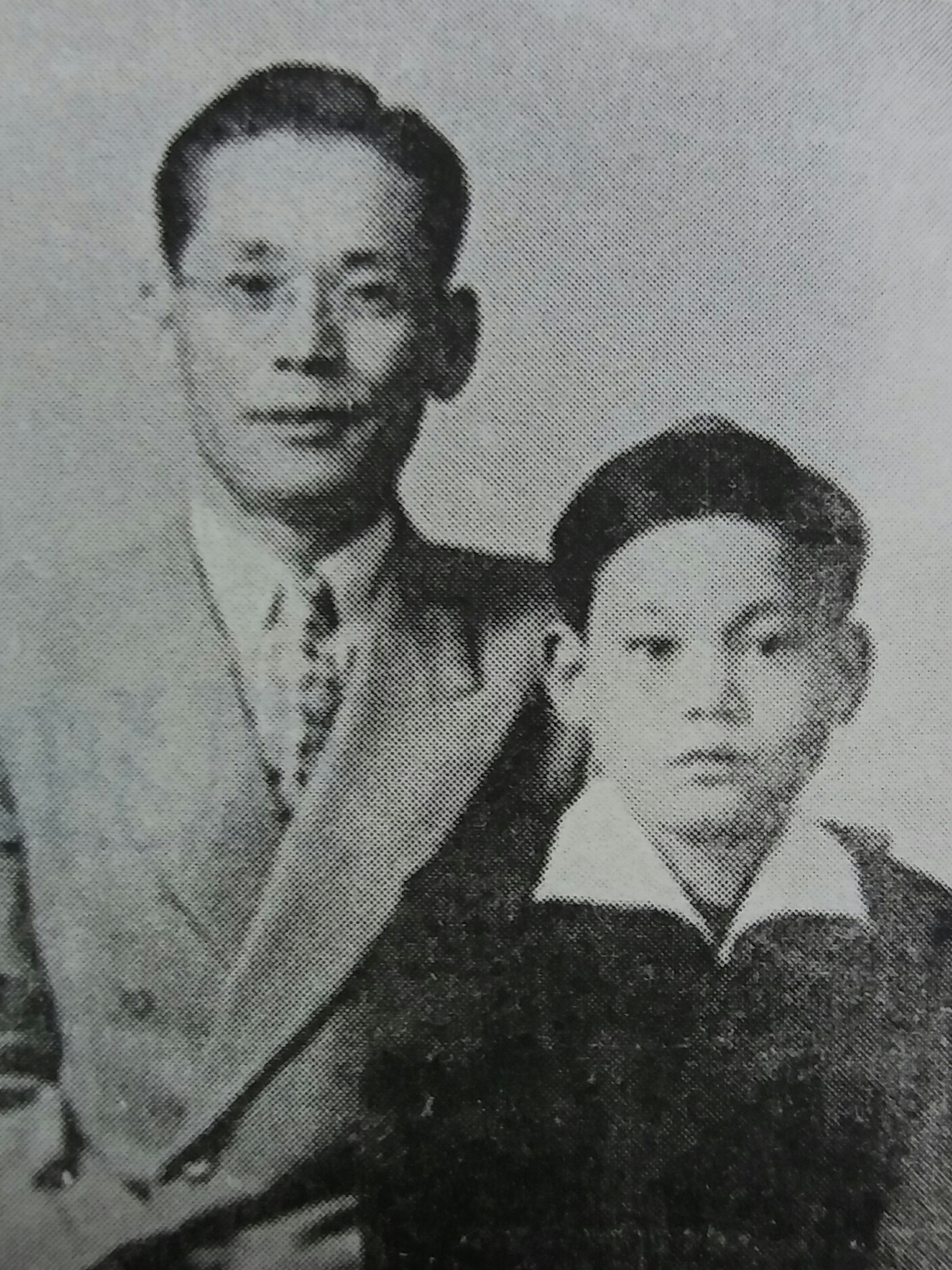
Lee Byung-chul (a sinistra) e suo figlio Lee Kun-hee (a destra) nel 1950

Nel 1945 la società trasportava merci in tutta la Corea e in altri paesi. L'azienda aveva sede a Seul nel 1947. All'inizio della guerra di Corea nel 1950, era una delle dieci più grandi "società commerciali". Con la conquista di Seul da parte dell'esercito nordcoreano, Lee fu costretto a trasferire la sua attività a Pusan. Il massiccio afflusso di truppe ed equipaggiamenti statunitensi a Busan nel corso del successivo anno e mezzo di guerra si rivelò estremamente vantaggioso per la società commerciale di Lee.
Nel 1961, quando Park Chung Hee prese il potere con il colpo di stato del 16 maggio, Lee era in Giappone e per qualche tempo non fece ritorno in Corea del Sud. Alla fine fu raggiunto un accordo e Lee ritornò, ma la società dovette seguire le direttive economiche del governo di Park. Gli affari crebbero comunque molto rapidamente, tanto che Byung-chul divenne l'uomo più ricco della Corea.
Dichiarò sui sindacati: “Finché vivrò, non saranno mai autorizzati".
Si dimise nel 1966. Suo figlio maggiore, Lee Maeng-hee, guidò il gruppo dal 1966 al 1968, poi il suo terzo figlio, Lee Kun-hee, gli subentrò come capo del gruppo dopo la sua morte nel 1987.
Nel 1969, Samsung Electronics Manufacturing (ribattezzata Samsung Electronics) si fuse successivamente con Samsung-Sanyo Electric.  Samsung Electronics Manufacturing aveva 45 dipendenti e un fatturato di circa  250.000 dollari nel 1970 e produceva esclusivamente elettronica domestica. Dopo la morte di Lee Kun-hee nel 2020 a 78 anni (aveva avuto un infarto nel 2014 e da allora era in coma), leader divenne il nipote, Lee Jae-yong. In totale, Lee Kun-hee e la sua famiglia possiedono partecipazioni in 18 filiali del gruppo Samsung, di cui il 9,51% in Samsung Life, il 54,39% in Samsung Everland e il 12,97% in Samsung SDS.
Lee Byung-chul morì all'età di 77 anni per un cancro ai polmoni.  La sua tomba si trova a Yongin Everland. 

## Altre iniziative

### Federazione delle industrie coreane
Il primo passo della Federazione delle industrie coreane fu istituito nell'agosto del 1961. L'associazione fu fondata Lee Byung-chul. Più tardi Byung-chul fu presidente della Federazione delle industrie coreane. 

### La Fondazione Samsung
Nel 1965 fondò la Samsung Culture Foundation per promuovere un'ampia gamma di programmi volti ad arricchire la vita culturale coreana.

### Collezione d'arte coreana
Dopo la sua morte, la tenuta di Byung-chul (Ho-Am),  fu aperta al pubblico per le visite guidate. La sua collezione di arte coreana è considerata una delle più grandi collezioni private del paese e comprende numerosi oggetti d'arte che sono stati designati "Tesori nazionali" dal governo coreano.

## Riconoscimenti
Nel 1982 gli fu conferito un dottorato onorario dal Boston College.